# Halictinae
Halictinae es una subfamilia de abejas, himenópteros apócritos de la familia Halictidae. Hay 3500 especies en 55 géneros en 2 tribus, distribuidas por todo el mundo. Según otros hay las siguientes tribus Augochlorini, Thrinchostomini, Caenohalictini, Sphecodini y Halictini.
Una tribu es cosmopolita, otra primariamente neotropical y la tercera está limitada al Viejo Mundo, sobre todo a las regiones templadas. La fauna sudamerican es la más diversa a nivel de géneros.
Estas abejas presentan un amplio espectro de comportamientos, desde solitarias a eusociales, incluyendo también algunas especies cleptoparasíticas. Los estudios paleontológicos indican que la eusocialidad de esta subfamilia evolucionó hace alrededor de 20 a 22 millones de años, lo cual es relativamente reciente en comparación con el origen de la eusocialidad de otros insectos. Por este motivo las especies de la subfamilia Halictinae pueden servir como modelos de la evolución de eusocialidad en himenópteros.

## Tribus
Según BioLib:
- Augochlorini
- Halictini

## Diversidad social
Existe una gran variedad de sistemas sociales entre las especies de Halictinae. Estas discrepancias en fenologías sociales ocurren localmente o a grandes distancias. La diversidad de organización de sus colonias representa un gradiente desde anidamiento solitario a un nivel obligado de eusocialidad.

### Comportamiento solitario
En los nidos solitarios, una sola abeja hembra se aparea, pone huevos y cuida su cría.  Las hembras de la generación siguiente se dispersan al llegar a la madurez y empiezan sus propios nidos. La ventaja de los nidos solitarios es que atraen a menos depredadores. La desventaja es que la hembra tiene que forrajear, construir el nido y defenderlo sin ayuda de otras.

### Comportamiento presocial
Los nidos comunes o comunales, también llamados sociedades igualitarias, son menos frecuentes que los nidos eusociales. En este caso, las hembras comparten la tarea de construir los elementos comunes del nido. Cada hembra se hace cargo de sus propias crías. Los nidos comunales demuestran un comportamiento intermedio entre solitario y eusocial. Halictus sexcinctus puede ser solitario, comunal o eusocial. Se consideraba que el comportamiento comunal era un estadio evolutivo hacia la eusocialidad, pero como ambos comportamientos se presentan en la misma especie esto no appoya tal hipótesis. Los estudios filogenéticos sugieren que algunas abejas de esta especie han revertido su comportamiento de eusocial a comunal o solitariol.

### Eusocialidad

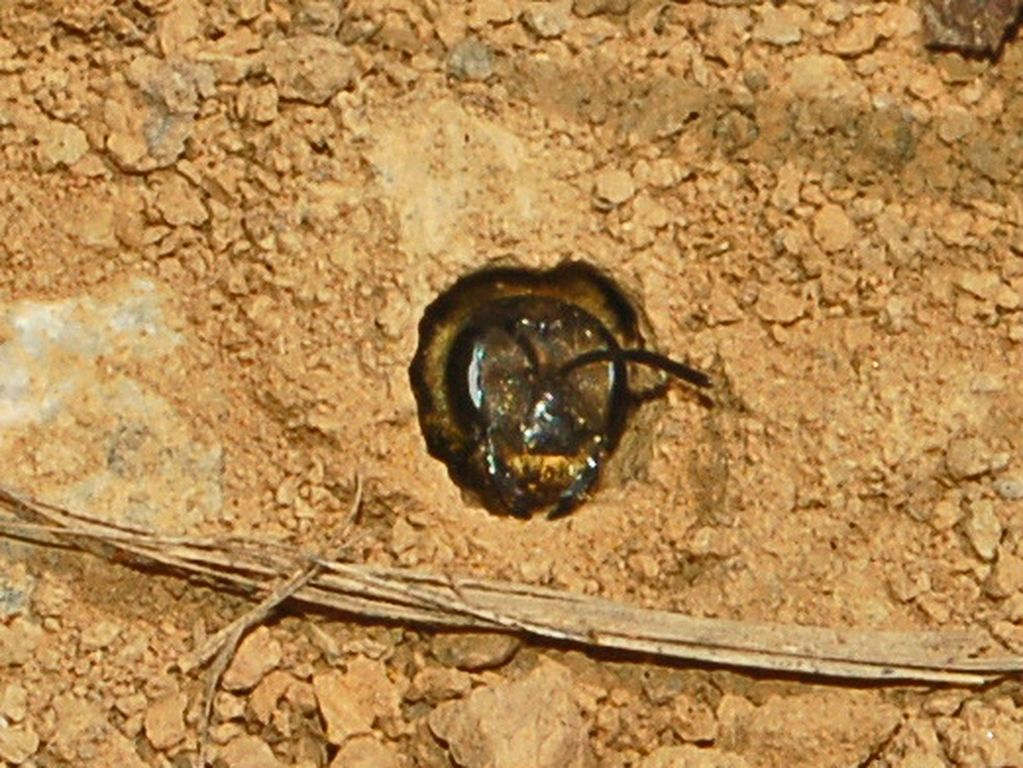
Halictus scabiosae hembra a la entrada del nido

El comportamiento eusocial está asociado con la cooperación en la crianza de la nueva generación. Es común que se superpongan las generaciones de adultos y que haya una división de roles sociales. Dentro de la comunidad de ciertas especies eusociales hay distintas jerarquías o castas con una división de los roles sociales. Además de las castas de reproductivas y obreras hay otras subdivisiones dentro de la casta obrera. Hay forrajeras, amas de cría, constructoras del nido. Además hay machos. En las Halictinae, una o varias hembras fundan una colonia e inician el desarrollo de la misma, produciendo la primera camada de obreras que forrajean y cuidan a las crías. Esto es seguido más tarde por el nacimiento de machos y de hembras fértiles.
Una hembra fértil tiene varias opciones después de aparearse: convertirse en reina e iniciar un nuevo nido, reemplazar a la reina anterior o aceptar un papel de subordinación bajo la reina actual.
Al principio de la estación una reina generalmente produce varias tandas de huevos de trabajadoras. Más avanzada la estación produce hembras fértiles y machos. Una reina eusocial monopoliza las actividades reproductivas en el nido, impidiendo la reproducción de las obreras.  Así se superponen varias generaciones en un nido lo que permite que haya trabajadoras que cuiden a sus propias hermanas más jóvenes. Sin embargo también hay casos de eusocialidad sin superposición de generaciones.
Cuando varias hembras inician una colonia, puede ocurrir que una reina domine a las otras fundadoras y sea la única que deposite huevos. Sin embargo, las subordinadas permanecen como parte de la colonia con la posibilidad de reemplazar a la reina si ésta muere o pierde su posición social. También las fundadoras subordinadas tienen algunas oportunidades de poner huevos.

#### Eusocialidad facultativa
Algunas especies eusociales pueden tener algunas colonias solitarias. Esto sería una reversión desde la eusocialidad al estado solitario.

#### Eusocialidad obligada
Otras especies son solamente eusociales en todas las regiones de su distribución geográfica y en todos los casos. Los siguientes géneros tienen ejemplos de eusocialidad facultativa y de eusocialidad obligada: Halictus, Lasioglossum, Augochlora, Augochlorella y Augochloropsis.

#### Eusocialidad perenne
Lasioglossum marginatum es la única especie que presenta una eusocialdad perenne. La comunidad dura varios años y produce hembras fértiles y machos al final de cada período anual.